# Robert Werner (Althistoriker)
Robert Werner (* 16. Februar 1924 in Schönbach; † 5. Mai 2004 in Gauting) war ein deutscher Althistoriker.

Nach Arbeitsdienst, Wehrdienst, Gefangenschaft und Vertreibung aus der Heimat studierte Werner ab 1946 Klassische Philologie, Geschichte und Ägyptologie an der Universität München und wurde dort 1950 bei Hermann Strasburger und Alexander Schenk Graf von Stauffenberg promoviert. Ab 1952 war er Assistent an der Kommission für Alte Geschichte und Epigraphik, ab 1955 dann am Seminar für Alte Geschichte der Universität München. 1960 habilitierte sich Werner an der Münchener Universität, wo er anschließend Privatdozent war, ab 1962 Universitätsdozent. 1966 erhielt er Rufe an die Universität Graz und als Ordentlicher Professor an die Freie Universität Berlin. Werner folgte dem Ruf nach Berlin und wechselte von dort 1968 nach Erlangen, wo er bis zu seiner Emeritierung 1989 blieb.
Schwerpunkte der Forschungen Werners waren die römische Geschichte, antike Chronologie und die Randkulturen des Altertums (etwa im Donau-Schwarzmeerraum, in Zentralasien oder auf Zypern). 
Im Bereich der frühen römischen Geschichte plädierte Werner in einer wegweisenden, international beachteten Studie für die Umdatierung der Einsetzung der ersten Konsuln und damit des Beginns der römischen Republik auf die Zeit um 470 v. Chr., weil erst zu dieser Zeit eine authentische Überlieferung der Beamtenliste (fasti) eingesetzt habe.

## Schriften (Auswahl)
- Cicero und P. Cornelius Scipio Aemilianus. Diss. München 1950.
- Der Beginn der römischen Republik. Historisch-chronologische Untersuchungen über die Anfangszeit der libera res publica. Oldenbourg, München 1963.